# Islande aux Jeux olympiques d'hiver de 1998
L'Islande participe aux Jeux olympiques d'hiver de 1998, organisés à Nagano au Japon. Ce pays prend part à ses treizièmes Jeux olympiques d'hiver. Sept athlètes islandais, tous skieurs alpins, prennent part à la manifestation. Ils ne remportent pas de médaille.

## Athlètes engagés

### Ski alpin

#### Hommes
| Athlète             | Épreuve      | Manche 1        | Manche 2        | Total           | Total |
| Athlète             | Épreuve      | Temps           | Temps           | Temps           | Rang  |
| ------------------- | ------------ | --------------- | --------------- | --------------- | ----- |
| Haukur Arnórsson    | Slalom géant | N'a pas terminé | –               | N'a pas terminé | –     |
| Kristinn Björnsson  | Slalom géant | 1 min 25 s 47   | N'a pas terminé | N'a pas terminé | –     |
| Arnór Gunnarsson    | Slalom       | N'a pas terminé | –               | N'a pas terminé | –     |
| Haukur Arnórsson    | Slalom       | N'a pas terminé | –               | N'a pas terminé | –     |
| Kristinn Björnsson  | Slalom       | N'a pas terminé | –               | N'a pas terminé | –     |
| Sveinn Brynjólfsson | Slalom       | 1 min 03 s 52   | 1 min 02 s 66   | 2 min 06 s 18   | 25    |

#### Femmes
| Athlète                | Épreuve      | Manche 1        | Manche 2 | Total           | Total |
| Athlète                | Épreuve      | Temps           | Temps    | Temps           | Rang  |
| ---------------------- | ------------ | --------------- | -------- | --------------- | ----- |
| Brynja Þorsteinsdóttir | Slalom géant | N'a pas terminé | –        | N'a pas terminé | –     |
| Theódóra Mathiesen     | Slalom géant | N'a pas terminé | –        | N'a pas terminé | –     |
| Theódóra Mathiesen     | Slalom       | N'a pas terminé | –        | N'a pas terminé | –     |
| Sigríður Þorláksdóttir | Slalom       | N'a pas terminé | –        | N'a pas terminé | –     |
| Brynja Þorsteinsdóttir | Slalom       | N'a pas terminé | –        | N'a pas terminé | –     |

#### Combiné femmes
| Athlète                | Descente      | Slalom          | Slalom  | Total           | Total |
| Athlète                | Temps         | Temps 1         | Temps 2 | Temps total     | Rang  |
| ---------------------- | ------------- | --------------- | ------- | --------------- | ----- |
| Brynja Þorsteinsdóttir | 1 min 34 s 49 | N'a pas terminé | –       | N'a pas terminé | –     |